# Muzeum Reného Magritta
Muzeum Reného Magritta (nezaměňovat s Muzeem Magritte, které je součástí Královského muzea výtvarných umění Belgie) je muzeum věnované Renému Magrittovi, jednomu z nejvýznamnějších belgických malířů. Nachází se v bruselské čtvrti Jette, v domě, kde umělec žil a tvořil v letech 1930 až 1954, tedy ve svém nejplodnějším surrealistickém období. V bytě se také pravidelně každý týden scházeli surrealisté, přátelé René Magritta. Schůzky daly podnět ke vzniku řady knih, časopisů a pamfletů.

## Vznik muzea
V 90. letech 20. století dům koupil a restauroval milovník umění André Garitte. Od roku 1999 je muzeum otevřeno veřejnosti. Přístupné je přízemí domu, které manželé René a Georgette Magrittovi obývali a kde se nachází původní nábytek, a 1. patro s výstavou věnovanou životu a dílu umělce s dobovými dokumenty a několika původními kresbami. K domu patří rovněž malý zahradní ateliér, v němž René Magritte spolu se svým bratrem Paulem provozovali v letech 1930 až 1936 malou reklamní agenturu, "ateliér Dongo".